# Рыбаков, Алексей Миронович
Алексей Миронович Рыбаков (1 апреля 1925, Псковская губерния — 25 марта 2016) — советский партийный деятель, первый секретарь Псковского обкома КПСС (1971—1987).

## Биография
Родился 1 апреля 1925 года в деревне Борок Псовской губернии
Трудовую деятельность начал в 1941 году и работал до ноября 1942 года учётчиком тракторной бригады Кинделинской МТС Чкаловской области.
С ноября 1942 года учился в Рижском, затем Уфимском пехотном училище. В связи с началом Орловско-Курской операции 9 июля 1943 года курсантов военного училища отправили на фронт. Началась служба в составе 1-й Московской гвардейской мотострелковой дивизии, входящей тогда в 11-ю армию Брянского фронта. В сентябре 1943 года на Курской дуге, в период ожесточенных боев, гвардии рядовой А. М. Рыбаков был принят в члены ВКП(б).
Потом воевал на Прибалтийском фронте и принимал участие в операции «Багратион» по освобождению Белоруссии. В конце 1943 года в боях под Невелем и Новосокольниками, получил ранение и контузию. После лечения в госпитале был демобилизован.
Выйдя из госпиталя, год работал преподавателем математики Студеновской неполной средней школы Чкаловской области. В 1945 году был избран секретарём Железнодорожного районного комитета ВЛКСМ города Чкалова.
В 1946 году вернулся в Великие Луки, где поступил на работу инспектором третьего паровозного отделения железнодорожной станции. Учился заочно в Московском техникуме железнодорожного транспорта, который окончил в 1949 году.
С 1948 года на партийной работе: инструктор отделения дороги, областного комитета КПСС, заведующий промышленно-транспортным отделом горкома КПСС, второй секретарь, а с 1966 года — первый секретарь Великолукского городского комитета КПСС. В 1965 году заочно окончил Ленинградский институт инженеров железнодорожного транспорта по специальности «инженер-механик».
В ноябре 1971 года был избран первым секретарём Псковского обкома КПСС, где проработал по июнь 1987 года. Внес значительный вклад в развитие народного хозяйства области, города Великие Луки. По его инициативе была проведена реконструкция ряда промышленных предприятий, учреждений культуры, здравоохранения.
Кандидат в члены ЦК КПСС (1976—1989).
Депутат Совета Союза Верховного Совета СССР 9—11 созывов (1974—1989) от Псковской области. Депутат Верховного Совета РСФСР. Избирался депутатом областного и городского Советов народных депутатов.
Имел воинское звание полковника.
После ухода на заслуженный отдых много времени уделял общественной работе, патриотическому воспитанию молодежи. Избирался членом Областного совета ветеранов войны и труда. Являлся Председателем Консультативного совета и руководителем кадровой комиссии Псковского обкома КПРФ.
Умер 25 марта 2016 года.

## Награды и звания
- орден Ленина
- орден Октябрьской Революции
- орден Трудового Красного Знамени
- орден Отечественной войны I степени
- медаль «За отвагу»
- медаль «За участие в Курской битве»
- медаль «За освобождение Белоруссии»
- медаль «В ознаменование 100-летия со дня рождения Владимира Ильича Ленина»
- Юбилейная медаль «Тридцать лет Победы в Великой Отечественной войне 1941—1945 гг.»
- еще 5 медалей
- Почётный гражданин Великих Лук
- Почётный гражданин Геры (Германия)

## Семья
- Был женат, имел дочь, троих внуков и правнука, трех правнучек.